# Stanisław Borzym
Stanisław Borzym (ur. 8 maja 1939 w Tarczynie, zm. 8 lipca 2023 w Piastowie) – polski filozof, specjalista w zakresie filozofii polskiej XIX i XX w. (zwłaszcza w powiązaniu z myślą francuską i niemiecką) oraz historii filozofii nowożytnej. 

## Życiorys
W 1965 ukończył studia na Uniwersytecie Warszawskim. Od 1970 uczestniczył w studium doktoranckim w Instytucie Filozofii i Socjologii PAN, tam w 1973 obronił pracę doktorską Poglądy filozoficzne Henryka Struvego, w 1984 otrzymał stopień doktora habilitowanego na podstawie pracy Bergson a przemiany światopoglądowe w Polsce, od 1991 był kierownikiem Zakładu Filozofii Współczesnej (po przekształceniu Zakładu Historii Filozofii Nowożytnej i Współczesnej) IFiS PAN, w 1992 tytuł profesora.
Do 2009 był redaktorem naczelnym rocznika Archiwum Historii Filozofii i Myśli Społecznej. 
Jego żoną była Irena Borzym (1939-1990). Został pochowany u jej boku na cmentarzu we Włochach w Warszawie.  

## Publikacje
- Filozofia polska 1900-1950 (1991)
- Panorama polskiej myśli filozoficznej (1993)
- Obecność ryzyka (1998)
- Przeszłość dla przyszłości (2003)